# 兴安技术师范大学
兴安技术师范大学是位于越南紅河三角洲兴安省的一所公立师范高等院校，由越南教育部主管。该大学在兴安省美豪及海防市也有分校区。

## 历史沿革
1966年12月21日，越南重工業部签署了第1265/BCNNg/KH號决定，成立重工業部興安工業中學，该校以培养操作重型機械及動力工程领域的技术员为主。1970年12月3日，越南民主共和国政府签署第242/TTg號決定，將该校转交给劳动部技工培訓總局，并易名为第一职业教师学校，主要为職工學校和職業培訓機構培訓技师。1979年，越南总理范文同签署了80/TTg號決定，将该學校升格為劳动部職業培訓總局主管的第一技術师范高等专科学校。
2003年1月6日，越南政府副总理范家谦签署了04/2003/QĐ-TTg决定，同意将第一技術师范高等专科学校升格为兴安技术师范大学，并由越南教育部主管。

## 学科设置
2020年，兴安技术师范大学设立了本科專業14個，另有碩士學位授權學科8個，博士學位授權學科2個。

## 对外交流
2015年5月，越南全国大学生机器人大赛决赛在芹苴市举行，兴安技术师范大学校队获得一等奖和二等奖，兴安技术师范大学校队亦于当年8月在印度尼西亚举行的“亚太大学生机器人大赛”中夺得冠军。并得到了越共中央政治局委员阮善仁的嘉奖。
兴安技术师范大学亦与臺灣的国立高雄科技大学、义守大学等院校建立了合作交流关系。